# Карамышское муниципальное образование (Татищевский район)
Карамышское муниципальное образование — упразднённое сельское поселение в Татищевском районе Саратовской области Российской Федерации.
Административный центр — село Карамышка.

## История
Статус и границы сельского поселения установлены Законом Саратовской области от 27 декабря 2004 года № 108-ЗСО «О муниципальных образованиях, входящих в состав Татищевского муниципального района».
Карамышское и Октябрьское муниципальные образования преобразованы путём их объединения в Октябрьское муниципальное образование со статусом сельского поселения и с административным центром в селе Октябрьский Городок.

## Население
| 2010 | 2012  | 2013  |
| ---- | ----- | ----- |
| 1168 | ↘1153 | ↗1187 |

## Состав сельского поселения
| № | Населённый пункт | Тип населённого пункта       | Население |
| - | ---------------- | ---------------------------- | --------- |
| 1 | Карамышка        | село, административный центр | ↘420      |
| 2 | Карякино         | село                         | ↘301      |
| 3 | Константиновка   | деревня                      | ↘97       |
| 4 | Куликовка        | село                         | ↘303      |
| 5 | Новая Тепловка   | деревня                      | 47        |